# مدینا ژاناتایوا
مدینا ژاناتایوا (انگلیسی: Madina Zhanatayeva؛ زادهٔ ۳ مهٔ ۱۹۹۱) بازیکن فوتبال اهل قزاقستان است.

وی همچنین در تیم ملی فوتبال زنان قزاقستان بازی کرده‌است.